# قورشا
قورشا (به گرجی: ღორეშა) یک روستا در شهرداری خاراگاولی استان ایمرتی در غرب گرجستان است. این شهرت به دلیل زاده‌شدن گریگوری ارژنیکیدزه، بلشویک برجسته و از افراد نزدیک به ژوزف استالین است.